# Henrique Santos (futebolista)
Henrique Campos Santos, mais conhecido como Henrique Santos, ou simplesmente Henrique (São Paulo, 15 de dezembro de 1990), é um futebolista brasileiro que atua como atacante, meio-campista e volante. 

## Carreira

### Portuguesa
Formado nas categorias de base da Portuguesa, em 2009 foi incorporado ao elenco principal. Em 2011 passou a figurar frequentemente entre os titulares da equipe, sendo um dos destaques do elenco campeão brasileiro da Série B 2011.

### Atlético Paranaense
No dia 30 de julho de 2012, foi envolvido numa troca de empréstimos, onde Henrique foi para o Atlético Paranaense, e Bruno Mineiro foi para a Portuguesa.

### Retorno a Portuguesa
Após atuar no Furacão na Série B 2012, onde participou da campanha bem sucedida que rendeu ao clube o acesso à Série A 2013, seu empréstimo chegou ao fim e com isso retornou à Portuguesa.

### Paraná
No dia 3 de março de 2014, foi apresentado ao Paraná Clube até o final de 2014.

### Grêmio Novorizontino
No dia 30 de setembro de 2016, foi anunciado como um dos principais reforços do Grêmio Novorizontino para a disputa do Paulistão 2017 - Série A1. Seu contrato terminou ao final do Campeonato Paulista de 2017.

### Novo Hamburgo
Em 18 de outubro de 2017, o Novo Hamburgo anunciou o atleta para a disputa do Campeonato Gaúcho de 2018.

## Títulos
Portuguesa
- Campeonato Paulista de Futebol - Sub-20: 2010
- Campeonato Brasileiro - Série B: 2011
- Troféu Sócrates: 2012[4]
- Campeonato Paulista - Série A2: 2013

## Títulos de base
Portuguesa Sub-20
- Campeonato Paulista - Sub-20: 2010